# Кинеска сахрана
Кинеске сахране сe заснивају на скупу народних веровања која су у уској вези са народном традицијом. Још од древних времена (од око династије Шанг 1.556. п. н. е. - 1.046. п. н. е.), у Кини постоји веровање да душе преминулих обитавају у неком другом свету, а да су гробови њихова земаљска боравишта. Ритуали варирају у односу на пол, године, узрок смти, као и покојников брачни и социјални статус. Туристи у посети кинеских села могу и дан данас присуствовати традиционалној кинеској сахрани. Већина учесника носи белу одећу на којој се може приметити појас од сламе око њиховог струка. Док је традиционална сахрана много више преферирана од стране Кинеза, данас се мртви чешће кремирају, поготово у великим градовима. Према подацима Кинеског Министарства Грађанских послова (MCA) од 9,77 милиона умрлих у 2014. години, 4,46 милиона, или 45,6%, је било кремирано.
Став Кинеза о смрти се умногоме разликује од става људи са Запада који сматрају да је смрт „задња станица“. Кинези са друге стране смрт називају „белим-сретним-догађајем“ (док је венчање: црвени сретни догађај). На сахрани, Кинези се надају да ће се покојникова душа кроз реинкарнацију у следећем животу родити као члан богате породице, док се људи са Запада моле да душа оде у Рај без тешкоћа.
Шта више, Кинези су активно развијали методе умањивања страха од смрти, попут ствари као што је „навијање“.
У пракси кинеских сахрана можемо видети утицај важних аспеката кинеске културе као што су:
1. Конфуцијанство: идеја о „лојалности трону“;
2. Даоизам: идеја о вечном постојању, и култивацији бесмртности физичког тела;
3. Будизам: идеја о трансмиграцији (реинкарнација).

Иако и у самој Кини ови обичаји имају много верзија и варирају од краја до краја, одређени аспекти ових обичаја су заједнички.

## Ковчег
(поједностављени кинески:棺材; пинјин: guān cái) реч која на кинеском језику означава ковчег. Етимолошки гледано, има исти изговор као речи „богатство” и „званичник”. То произилази из некадашњег поштовања према богатијим класама, јер су се највише уважавали богати људи на високим положајима. Из тога нам произилази обичај „навијање“ где људи након што се заврши прављење ковчега носе покојника по граду и узвикују:
„Иде званичник!” „Иде нам богатство!” , што је био још један од начина да се пожели души да у следећем животу буде члан богате породице.
Познато је да су се богати припадници заједнице надметали ко ће имати бољу, већу сахрану, као и ковчег (који је понекад могао бити чак и од злата). У оваквим случајевима су сахране више служиле за показивање богатства, него за покој душе. По правилу, ћерке преминулог би плаћале трошкове сахране, док би се од главе породице очекивало да буду барем на првој церемонији, по могућству другој церемонији и наравно сахрани.
Процес прављења ковчега је био тежак. Људи који су правили ковчеге су били добро третирани од стране људи који си их куповали. Као поклоне су добијали добру храну, високу надницу, чак и дрва која су остала као вишак у прављењу, а закупац би узео само мали делић дрвета који је служио да донесе фамилији дуговечност и срећу.

### Бирање гробног места
Од великог значаја је била локација гробног места, и ту се велики значај придавао традицији фенг шуи (поједностављени кинески: 风水 , традиционални кинески: 風 水 , пинјин: fēng shuǐ). На њу се ослањало и у сврхе проналажења повољног места за кућу, и распоред ствари у истим.
По правилима фенг шуи-ја најбоља места за сахрану су била планине, поред река и било која места која су имала отворен простор и поглед. Задатак тражења таквог места су имале вештце и гатаре, а теорије за овај обичај су врло мистериозне. Неке су добро обрађене у делу „Јин Јанг; 5 елемената 8 диаграма” и у „Чоу Ји” (класична књига древне Кине), док су неки користили будистичке идеје као објашњење. Шта више, све теорије су биле у уској вези са сујеверјем, тако да се и дан данас међу научницима полемише које чињенице су истините и поткрепљене, а које су само део народног сујеверја владајуће династије су користиле народно сујеверје у своју корист, тако да се пракса фенг шуи одржала скоро 2000 година, од династије Ћин (221-207. п. н. е.) па све до династије Ћинг (1644-1911 н.е.). Владари династија су измислили појам „верност трону“, која је служила да обезбеди лојалност владару и владајућој класи кроз веровање да ако потомци преминулог не пронађу добро гробно место, снаћи ће их велике несреће у животу.

## Ритуали

### Ритуали пре сахране
У кинеској народној традицији, сахрана се посматра као једна врста сретног догађаја. Сама припрема сахране се састоји из пет делова, или фаза.

### Прва фаза: „За мртве“
Иако се обавља пре саме смрти, овај обичај се сматра делом припреме за сахрану. Старијим припадницима породице који су на самрти је главна жеља да виде све чланове своје породице по последњи пут. Без обзира на удаљеност, особа је дужна да се појави, у супротоном се сматра да је особа изневерила дужност према породици, и породица се тих појединаца одриче.

### Друга фаза: „Објављивање смрти“
Након што особа премине породица има дужност да у најкраћем року обавести родбину, комшије и пријатеље, а то се чини на различите начине : писмима, облачећи се на одговарајаћу начин, ватрометима. Испред врата се ставља гонг с десне стране ако је преминула женска особа, а са леве ако је мушкарац.

### Трећа фаза: „Ритуално прање"
У многим културама (поред кинеске) вода се сматрала прочишћивачем, и користила у свим битним догађајима појединца (рођење, венчање, смрт). У кинеској култури, тело преминулог се чистило свежом водом како би му се омогућуо несметан пролаз у чистилиште. Овај обичај се назива „прање тела“. Након овог ритуалног прања тело се облачи у најфинију одећу, коју је покојник припремио још током живота. Посмртна одећа је обично беле, црне, плаве или смеђе боје. Једина боја која је забрањена је црвена јер се некада сматрало да ако је тело покојника обучено у црвено да ће он постати дух. Сва одећа који је преминули поседовао се спаљује. Лице покојника се прекрива жутом тканином, док тело прекрива светлоплава тканина. Након овога се тело полаже у ковчег.

### Четврта фаза: „Стављање тела у ковчег"
Врхунац управо чини стављање тела у ковчег. Приликом тога, таостички свештеници врше ритуале да би осигурали сречан живот у чистилишту. У међувремену остали пале козе и коње од папира да би покојник имао меса за јело. Данас се чак праве и фрижидери и телевизори од папира.
Сви пристуни се такође поклоне ковчегу као знак поштовања преминулог. Ту се налази и кутија за донације где људи стављају новац да би помогли породици јер су трошкови сахране велики. Овај новац се назива „пакленим новцем” (Оxфелд, 2007),. Није имао вредност као званични новац, и једина сврха је му је била паљење, да би покојник имао новца у другом свету. На новчаницама се могла видети реч пакао, која се односила на подземни свет, или Диyу.

### Пета фаза: „Оплакивање смрти“ или бдење
Након ритуала и смештања тела у ковчег следи бдење, или „оплакивање мртвих“ које траје три дана све до самог чина сахране. Према обичају, особа која је умрла се не мозе сахранити пре три дана. Конфуције у својој Књизи ритуала наводи да сахањивање након овог периода обезбеђује покојнику други живот. Овај период ковчег проводи у кући у соби у којој ће се и примати гости на сахрани под условом да је особа ту и преминула. У случајевима када је преминуала ван куће ковчег се износи у двориште. Постоје и правила о положају ковчега и он се поставља тако да је глава окренута ка кући. Један од разлога зашто се сахрана не врши одмах је и да би потомци имали времена и могли да оргнаизују величанственију сахрану.
Зидови у просторији у којој се налази ковчег су обложени у црвене и беле драперије и пале се свеће и тамјан. Преко прага је постављена бела тканина. Такође се склањају огледала, а то се чини због веровања да ако неко види одраз ковчега у огледалу ускоро ће се десити још једна смрт у породици. Породица припрема један мали олтар који се налази крај ногу преминулог. Пали се једна уљана лампа која има сврху да помогне покојнику да пронађе пут до чистилишта па отуда и само њено име „Светлост која води“. Без ње постоји опасност да ће душа остати заробљена и лутати по овом свету као дух. „Дуговечна лампа“ је истовремено и симбол добре воље родбине према покојнику. Ова лампа заправо води порекло из легенде о Белој змији. Током периода бдења људи не смеју да носе накит црвене боје. У древним временима деца и унучад преминулог нису секла косу наредних 49 дана након смрти али ова традиција више није толико заступљена. Ближи чланови породице се суздржавају од конзумирања меса јер месо има крв, а крв симболизује нечистоћу. Месо се не појављује у исхрани породице све до јутра на дан сахране. Најзаступљеније јело на сахранама је „јаи” , које симболише чистоту, па конзумирањем овог јела, породица чини своја тела чистим. За време сваког оброка храна се нуди и преминулом и што је необично за њега се штапићи се стављају у посуду са пиринчем, док се остали служе само кашикама. Разлог за ово је то што су штапићи оштри и постоји опасност да се повреди дух који се налази у близини. Током овог периода чланови породице преминуог не треба да спавају у креветима, већ искључиво на поду.
За већину људи широм планете плакање је израз губитка и туге, док се у већини Кине вокално изражавање туге сматра непотребним. Ожалошћени ће се ударати по грудима и повијати стопала као израз своје туге. Овај обичај потиче из веровања да краљ Yанлуо прво мора да потврди да је особа преминула. Ако би краљ сматрао да особи још није дошло време онда би јој дао другу шансу. Ипак, покојникова родбина би плакала и нарицала да одобре краља. Касније се развио обичај унајмљивања људи да професионално плачу, или нарикаче. Ово није чињено само да би се оснажила молитва упућена краљу Јанлуо, него је временом постало и симбол богатства неке породице.

### Ритуали током сахране
Постоје и веровања везана и за само изношење и ношење ковчега до гробног места. Уколико би падала киша када је предвиђено да се ковечег изнесе дошло би до одгађања сахране, јер се киша сматра лошим знаком. Верује се да ће се падање кише одразити негативно на потомство преминулог. Са друге стране снег, као и сунчано време су се сматрали срећним. Пожељно је да сва родбина, пријатељи, чак и пролазници буду на сахрани. На кинеској сахрани важи правило „што више то боље“.
Свако од потомака преминулог држао би штап који носи симболичан назив „штап плакања за мртвим“. Ово је дрвени штап обмотан у бели папир и симболизује тугу породице у тој мери, да им је потребан штап да би се ослањали на њега како не би пали. Током обреда, плаћене нарикаче би плакале, и глумиле слабост. Пре него што би се ковчег спустио, у јаму би се стављала слама која би се запалила, из веровања да је неопходно да се рупа загреје како би души било топло. Током самог процеса сахране неопходно је запалити петарде, ватромет и дувати у трубе. Верује се да овај звук подстиче душу да оде у чистилиште. Ковчег мора бити паралелан са земљом када се спушта, иначе ће лоша срећа задесити потомство.

### Ритуали после сахране
После сахране су сви присутни почашћени богатом вечером. Гозба би служила за склапање послова и утврђивање новог поретка унутар породице. Људи су седели за столом у складу са крвном везом и статусом. Људи би јели, пили и разговарали, стварајући пријатну атмосферу у сврху терања негативних мисли о покојнику. Природно, смрт члана породице би променила везу између осталих чланова, којима би остао велики број ствари које би требало да реше, као на пример, како да се брину о деци, како да распореде имовину, и како да поделе трошкове сахране. На тај начин је кинеска церемонија сахране имала велику улогу у оснаживању јединства породице.
Сто дана након сахране, чланови породице носе одећу одређене боје, како би показали да су у жалости. Деца преминулог носе црну одећу, унуци плаву, а праунуци зелену. Овај период од сто дана жалости се не практикује ако је преминули дете или супруга.
Испред куће би била постављена специјална црвена посуда, јер се верује да се седам дана након смрти душа преминулог враћа кући, па посуда стоји ту да се душа не би изгубила. Седмог дана након смрти би сви укућани остајали у својим собама, а предворје би било посуто са мало брашна или праха. То показује да ли је душа покојника посећивала кућу.
У раној династији Ћин је време жалости било одређено. Период жалости је зависио од везе са преминулим, и постојало је пет група. Прва група се састојала од најближих рођака, односно од синова и неудатих ћерки. Њихова жалост је трајала три године и током тог периода би носили одећу која је прикладна за дане жалости, уздржавали би се од сексуалних односа, певања и играња и живели би у баракама поред гроба. После три године би се одржавала меморијална церемонија. Код осталих група је период жалости варирао у односу на блискост са преминулим. Трајање жалости за другу групу је било мање од три године, за трећу групу је било девет месеци, за четврту групу пет месеци, а за пету три месеца.

## Обичаји везани за религијску и филозофску традицију

### Конфуцијански обичаји
Конфуције је истицао значај сахрана као средство обуздавања жеља кроз ритуале. По њему, сахране не служе за олакшање душе покојника, већ за одржавање етичког идеала унутар друштва. Говорио је да људи треба да поштују духове и богове, али да не треба да дозвољавају да они управљају ниховим животима. Људи треба више пажње да обрате на сам ритуал сахране, него на духове и богове ван овоземаљске реалности. Конфуције није веровао у живот после смрти и није био заинтересован за развијање идеја које би људима олакшале да се суоче са смрћу. Сматрао је да човек постиже бесмртност кроз своје потомке и свој труд да испуни историјски подухват. Према томе, за конфуцијанце су сахране биле за живе, а не за мртве, и требало је да их научи важности породице и потомака. (Shuang 1993)

### Даоистички обичаји
Даоистички обичаји су нихилистички, односно код даоиста влада уверење да нема објективног критеријума морала, они поричу вредност било какве социјалне структуре, власти, закона, норми или моралних принципа. Даоистичке сахране су биле једноставне. Даоистичка идеја да је живот смрт, а смрт живот, прожета је природном теологијом. Сматрали су да ће преминула особа постати надљудско биће ако исправно негује своје моралне вредности пре смрти. Овај начин размишљања је био прихваћен од стране већине Кинеза. Сматрали су да надљудска бића живе много срећнији живот од људских бића, која ће кад-тад морати да се суоче са смрћу.
Кинеске сахране су углавном конфуцијанске, али такође садрже и елементе даоизма. Другим речима, сахране садрже конфуцијанске погледе на одржавање етике и даоистичке идеје о бесмртности.

### Будистички обичаји сахрањивања
Присуство будистичких елемената у кинеским сахранама, се као једне од неколико водећих религија мора нагласити.
У прошлости је веза између будизма и смрти била толико јака да је популарни еуфеминизам за сахрану био фосхи или у преводу : будистичке службе. Будистичка сахрана се примарно фокусира на путовање душе преминулог у подземље и суђење које почиње првог дана након смрти особе. Сматра се да је опасно да душа буде сама, јер би могла да залута. Служба почиње обавештавањем неба, предака, присутних као и душе умрлог. Ова церемонија служи да се олакша прелажење душе из тела у гробну плочу, познату И под именом „духовна плоча“, која се заједно са телом сахрањује и она се сматра једном од три локације душе. Након овога, монаси обављају молитве за починак душе, који се већином састоји од певања амитабха сутре.
Амитабха сутра је посвећена божанству чисте земље која гледа на Западно краљевство у којем се побожан нада родити. Западно краљевство је место где душа (према будизму) иде да би избегла непрекидни круг реинкарнације. Дужина сахране, учесталост молитви варира у зависности од богатства породице. Неке су се одржавале током прве три ноћи, па онда тек на седму ноћ, Или чак сваких седам дана наредних седам недеља. Ова церемонија од 49 дана је позната као дуанqи зхаи или у преводу „прослава заврсетка седморице“. Ако би породица имала материјална средства, служба је се могла одржавати и до два пута дневно, увече и ујутру током 100 дана. Наредне меморијалне службе се одржавају на прве три годишњице мртвих, и последња међу њима је позната као „престанак жаљења„ или цхусанг. Тада обавезе преживелих према покојнику су завршене и он се од тада третира као предак а не као особа која је недавно преминула.

## Празници
Фестивал Ћингминг (поједностављени кинески: 清明节 пинјин: qīng míng jié), такође познат као Фестивал чишћења гробова, је традиционални кинески празник. Одржава се петнаест дана након пролећне равнодневнице, отприлике 4. или 5. априла по грегоријанском календару. На Тајвану се овај празник увек одржава 5. априла, као начин одавања поште Чанг Кај Шек-у, који је преминуо 1975. године на овај дан.
Овај празник потиче од празника Ханши, односно празникахладне хране, који је основао Чхонг'ер, односно војвода Вен из династије Ћин за време Периода Пролећа и Јесени. То је био начин одавања поште Ђие Зитуи-ју, који му је био одан и који га је верно пратио док је био у изгнанству.
Дан када се одржава фестивал Ћингминг фестивал је најбитнији дан жртвовања. И Хан Кинези и мањинске етничке групе се на тај дан жртвују за своје претке тако што чисте гробове преминулог. Такође, на овај дан се не кува, већ се служи само хладна храна. Токон фестивала Чингминг су сва гробља препуна људи који долазе да очисте гробове и понуде своју жртву у виду хране. Тада су изузетно велике гужве у саобраћају на путу до гробља. Људи се пре чишћења помоле за своје претке, а после чишћења се служи храна, чај, вино, пали се тамјан и папирни новац.
За време овог фестивала, људи воле да пуштају змајеве у облику животиња и ликова из Кинеске опере, али пуштање змајева није ограничено само на фестивал Ћингминг. Његова уникатност лежи у томе што се змајеви не пуштају само дању, веч и ноћу. Низ малих светиљки се везује за змајеве, па изгледају као звезде. Због тога се ти змајеви називају божији фењери.
Фестивал Ћингминг је доба када сија Сунце, дрвеће и трава постају зелени и природа оживљава, цвеће почиње да цвета, па људи на овај дан иду на излете, певају, играју, саде дрвеће, и диве се лепоти природе.

## Легенде

### Легенда о краљу Јан Луо
Концепт „Десет судова Пакла“ (кинески: 十殿閻羅 пинјин: Shí diàn yánluó) је почео након што је кинески народ попримио утицај Будизма. У кинеској митологији Јухуанг Шангди је поставио Јаму да би надгледао Дију.
Дију (поједностављени кинески: 地獄 , пинјин: dìyù) је царство мртвих, или једноставно речено појам пакла у кинеској митологији. Постоје 12,800 врста пакла испод површине Земље - 8 мрачних, 8 хладних и 84,000 разноврсних области пакла које се налазе на ивици Универзума. Све душе ће ићи у Дију, али временски перод који ће душа провести тамо није одређен - зависи од многих ствари, а понајвише од озбиљности злочина и грехова током живота. Након примања дужне казне, душа ће бити послата за реинкарнацију. У међувремену душе пролазе кроз много фаза, о којима је одлучивао краљ Јама. Он је такође смањио број области пакла на читавих десет, у којима је поставио по једног владара који су њему одговарали.
У источно-азијској митологији, Јама (познат и под именом краљ Пакла, краљ Јан или Јан Луо) је у народу познат као гневни Бог који суди душама умрлих. Прича о њему је базирана на Хинду богу Јама, мада будистички бог Јан има много више митова и функција него Хинду божанство. За њега се зна у свим местима где се практикује Будизам, укључујући земље попут: Кине, Вијетнама, Кореје, и Јапана.
Краљ Јан (кинески: традиционални 閻王, поједностављени: 阎王, пинјин: Yánwáng) је у кинеској митологији Бог смрти и владар Дију, који надгледа десет краљева Пакла. Познат је и под именом Јанлуо (кинески традиционални: 閻羅王, поједностављени: 阎罗王, пинјин: Yánluówáng), као транскрипција санскрит писма за краља Јама (यम राज, Yама Рāјā). Подједнако и у модерним и древним временима, Јан је описан као велики човек са црвеним лицем избачених очију, који има велику браду, носи свештеничку одећу и углавном капу судије, или круну која носи карактер који означава краља (кинески: 王 , пинјин: wáng).
Јан није само владар, већ и судија који доноси пресуде душама. Увек се појављивао у мушкој форми, а његови помоћници укључују и судију који у својим рукама има четкицу и књигу у којој су записани датуми смрти сваке особе за сваки живот. Овде се види веровање Кинеза да су појаве рођења и смрти већ биле предодређене, тако да су људи из тог разлога за живота припремали ковчеге, посмртна одела итд.
Мушкарци или жене који су водили добар и ревносан живот би били награђени са добрим животима у будућности , или чак оживљавањем у њиховом претходном животу. Са друге стране, душе које нису чиниле добра дела И које су зле, би добиле пресуду мучења, или несрећних и јадних будућих живота.
Душе преминулих које су биле осуђиване од стране краља Јан, требало је да проведу време у том међусвету у миру и уживању (ако су били ревносни током живота), у супротном би пролазиле кроз своје заслужене казне. Тај „међу“ свет није коначна дестинација, већ приверемена, и након неког времена би се душе вратиле на Земљу у новим телима.
По неким традиционалним причама, Јан Луо је оригинално био додељен првом кругу пакла. Касније се испоставило се да је превише попустљив и саосећајан, и због тога је много више душа прелазило „Златни мост“ који је водио душе у Рај. Због тога је био премештен од стране Јухуанг Шангди у пети круг пакла под именом: „Пакао бола, подвале и врења“. Са временом је Јан Луо развио страст за одмеравање казне, И извршавање исте.
Негде се сматра да је „Јан“ позиција у духовној хијерархији, и то у већој мери него као појединац. Сматра се да су постојали случајеви у којима би поштени смртник био награђен Yан-овим местом, И да је могао служити као судија и владалац подземља. То је проистакло из веровања да су неке ревносне особе високих моралних вредности попут Бао Џенг, Фан Џонгјан, И Џанг Бинглин постали краљ Јан као награда за вођење доброг живота.

### Легенда о белој змији
Легенда о белој змији потиче из приобалних подручја источне Кине, из провинција Џеђанг и Ђиангсу и њоме се објашњава порекло обичаја паљења лампе (светла) за душу покојника. Ова легенда је једна од четири најпопуларнијих љубавних легенди у Кини. Прича о белој змији потиче из времена владавине династије Северни Сонг пре хиљаду година. Према легенди, радња се догађала у месту Хангџоу, у провинцији Џђианг у граду Џенђианг-у, провинција Ђангсу. Легенда каже да су у давна времена на планини Меј живеле бела и црна змија, које су имале више од хиљаду година. Њихова жеља је била да постану девојке и једнога дана су се претвориле у две лепотице, Бај Суџен И Сиао Ћинг. У тој форми су се спустиле са планине, и запутиле ка месту Хангџоу. Природа је била предивна, али одједном је почела да пада киша, па су се сакриле под крошњу дрвета. Поред њих је прошао момак, Сју Сјен. Он им је понудио свој кишобран због кише, а Баи Суџен се заљубила у Сју Сјена. Сутрадан је Сју Сјен дошао у њену кућу. Вративши му кишобран, захвалила се на помоћи и распитала се о његовој породици. Кад је чула да су му родитељи умрли и да живи са сестрином породицом, одлучила је да се уда за њега. После венчања, брачни пар је отворио апотеку, а Суџен је била задужена за лечење болесника.
Фахај је био монах који је живео у храму Ђиншан, на истоименој планини, који је знао да је Баи Суџен бела змија. Једног дана Фахај је дошао код Сју Сјена и рекао му да је ожењен змијом. Он му није веровао, па му је Фахај дао лек и наговорио га да 5. маја кришом у чашу ракије сипа овај чудотворни лек и да наговори жену да га попије.
Бај Суџен је, ништа не слутећи, попила ракију са тим леком и вратила се у свој оригинални облик. Сју Сјен, када је на кревету угледао склупчану змију пришао јој је, а она га је угризла и он је преминуо. Суџен је смишљала је како да га врати у живот. Након што је одлучила да оде у небеску дворану и да украде лековито биље, рекла је људима који су чували тело да док год гори лампа коју је упалила, има наде за спас њеног мужа. Потом је украла лек којим је оживела Сју Сјена, и од тада се практикује обичај паљења лампи, јер се покојник може пробудити. Суџен је потом остала у другом стању, након тога, овај брачни пар је опет почео да живи у срећи.

Сазнавши то, монах Фахај је Сју Сјена намамио у свој храм и притворио га. Да би га спасила, Баи Суџен и Сјао Ћинг су потопиле планину Ђиншан, чиме је Суџен прекршила небеске прописе. По наређењу небеског цара, монах Фахај је ухапсио Бај Суџен чим је родила сина, и затворио је испод пагоде Лајфенг. Када је Суџенин син порастао, са најбољим резултатима је положио испит краљевске дворане и добио звање „џуанг јуан“, које му је давало могућности да постане високи функционер у области културе и образовања. Након тога је дошао испред пагоде и спасао мајку. Тако су чланови ове породице поново били на окупу. 
Митолошка прича о белој змији је адаптирана и објављивана у разноврсним књижевним формама: песмама, анимацијама, играма и стриповима. Одличан извор који нам даје мноштво података о обичајима и навикама у јужним деловима Кине. Радња ове приче одвија се у Хангџоу, а сусрет Бај Суџен са Сју Сјеном одиграо се на обали језера Сиху. У овој легенди описане су природне лепоте и култура овог дела Кине, срушени мост, пагода Лејфенг и језеро Сиху. Џенђианг је други град, који је значајан за настанак ове приче. На празник „Дуанву“, односно 5. маја по лунарном календару, Бај Сузхен је попила ракију у коју је муж Сју Сјен, по наговору монаха Фахаи, ставио рабиагар, састојке из руде As2s3 и претворила се у змију и усмртила мужа. После тога је Бај Суџен из небеске дворане украла лековито биље, а онда и потопила планину Ђиншан. Обичај да се пије ракија „xионгхуанг" се задржао до данашњих дана. Ова ракија спречава разне упале и уништава инсекте.
„Легенда о белој змији“, је веома популарна не само у Кини, него и у другим деловима света. Тако је на пример у Јапану 1958. године снимљен анимирани филм „Легенда о белој змији“.